# Concerto Grosso (Bohuslav Martinů)
Concerto Grosso, H. 263, je koncertní dílo Bohuslava Martinů (1890–1959), inspirované barokní hudební formou concerto grosso (třívětá skladba pro skupinu sólistů a orchestr). Toto dílo vzniklo v druhé polovině roku 1937, je v něm přítomná zralost závěru autorova pobytu v Paříži a zároveň předznamenáva rozmach jeho tvořivosti, který povede Bohuslava Martinů k vrcholným uměleckým počinům.

## Okolnosti vzniku
Ještě v polovině roku 1937 se Martinů věnoval své známé kantátě Kytice. Hlavní skladatelovou doménou se stala díla symfonická a komorní a sem patří i Concerto grosso, dílo nazvané výslovně podle hudební formy. Právě v této formě B. Martinů již delší dobu nacházel potěšení. Jak sám napsal v rozboru k premiéře díla: 
,,Mám oblibu pro tuto formu, která se nalézá uprostřed mezi hudbou komorní a hudbou symfonickou."
B. Martinu se rozhodl zpracovat tuto formu nejdokonaleji jak jen to šlo, ve velké myšlenkové náročnosti a bez jakékoliv nadřazenosti nástrojů. Sám jeho hledisko okomentoval: 
,,Samozřejmě jsem nesledoval tradiční formu concerto grosso, ale spíše charakteristické alternace 'soli' a 'tutti', které jsem svěřil klavírům, dřevěným nástrojum a smyčcům..."
Právě prostřednictvím této staré a strukturálně velmi striktní formy autor dokázal prokázat hodnotu svého umění. Právě zde Bohuslav Martinů opravdu ověřuje svou tvůrčí zdatnost. Navíc se ještě snaží i o mírnou konfrontaci svého moderního kompozičního pohledu s mistrovstvím staré skladatelské formy.

## Krátky rozbor díla
Concerto grosso Bohuslava Martinů, se skládá ze tří částí, tří vět, kde hlavní složku představují dva klavíry. Autor zachovává klasickou strukturu vět tedy první rychlou, následně pomalou a poslední je velmi rychlá. Podle rozboru Miloše Šafránka v první větě: ,,pracuje s malou hudební buňkou, spíše rytmickou, půltaktovou, která spojuje vývoj ostatních motivů a objevuje se v nejrůznějších variacích až do konce, kde nezůstane nic jiného než tato malá buňka v plénu orchestru." O druhé větě napsal: ,,dlouhý zpěv, violoncello a smyčce, trvající v plné dynamické síle a výrazu téměř přes celou větu." Závěrečné rondo má ,,živou povahu a oba klavíry hrají velkou část sólovou, vynášejí témata..."

## Uvedení a ohlasy
Concerto grosso psal autor v Paříži v rozmezí října a listopadu 1937. Ze začátku ho plánoval vydat ve Vídni, což se mu také s mírným zpožděním podařilo prostřednictvím Universal Edition. Stejně i tak premiéra díla měla zpoždění, protože vojenské události začali zasahovat taktéž do životů pařížských umělců. Dílo bylo premiérované (dirigované) Sergejem Kusevickijm 14. 11. 1941 v Bostonu, ve Spojených státech amerických, kam autor odešel kvůli okupaci a kde bylo dílo přijato s velkým a trvalým úspěchem.
Dirigent Gomer L. Jones, 10. listopadu 1957 v rámci koncertu University Chamber Orchestra Michigan napsal: ,,Je to skvělý příklad plodného vlivu barokní hudby na soudobého vnímavého skladatele. Martinů se chopil ideje concerto grosso a ztělesňuje ji ve skladbu, jejíž energie, strukturální logika a opravdovská originalita ji vsadí podle našeho názoru mezi nejvybranější díla, jež vytvořilo dvacáté století. "